# Chutes du Seerenbach
Les chutes du Seerenbach sont situées près de Betlis, municipalité d'Amden, sur le lac de Walenstadt forme une cascade de trois cascades d'une hauteur totale de 585 mètres. La chute supérieure a une hauteur de chute de 50 mètres, la chute intermédiaire est de 305 mètres ce qui en fait derrière la chute de Mürrenbach et la chute de Buchenbach, la troisième plus haute cascade de Suisse. La dernière chute est de 190 mètres. Une source émerge au niveau de la troisième chute, la source du Rin. Les chutes du Seerenbach ont été remesurées en avril 2006. Jusque-là, la chute du Staubbach à Lauterbrunnen, dans le canton de Berne, étaient considérées comme plus élevées.

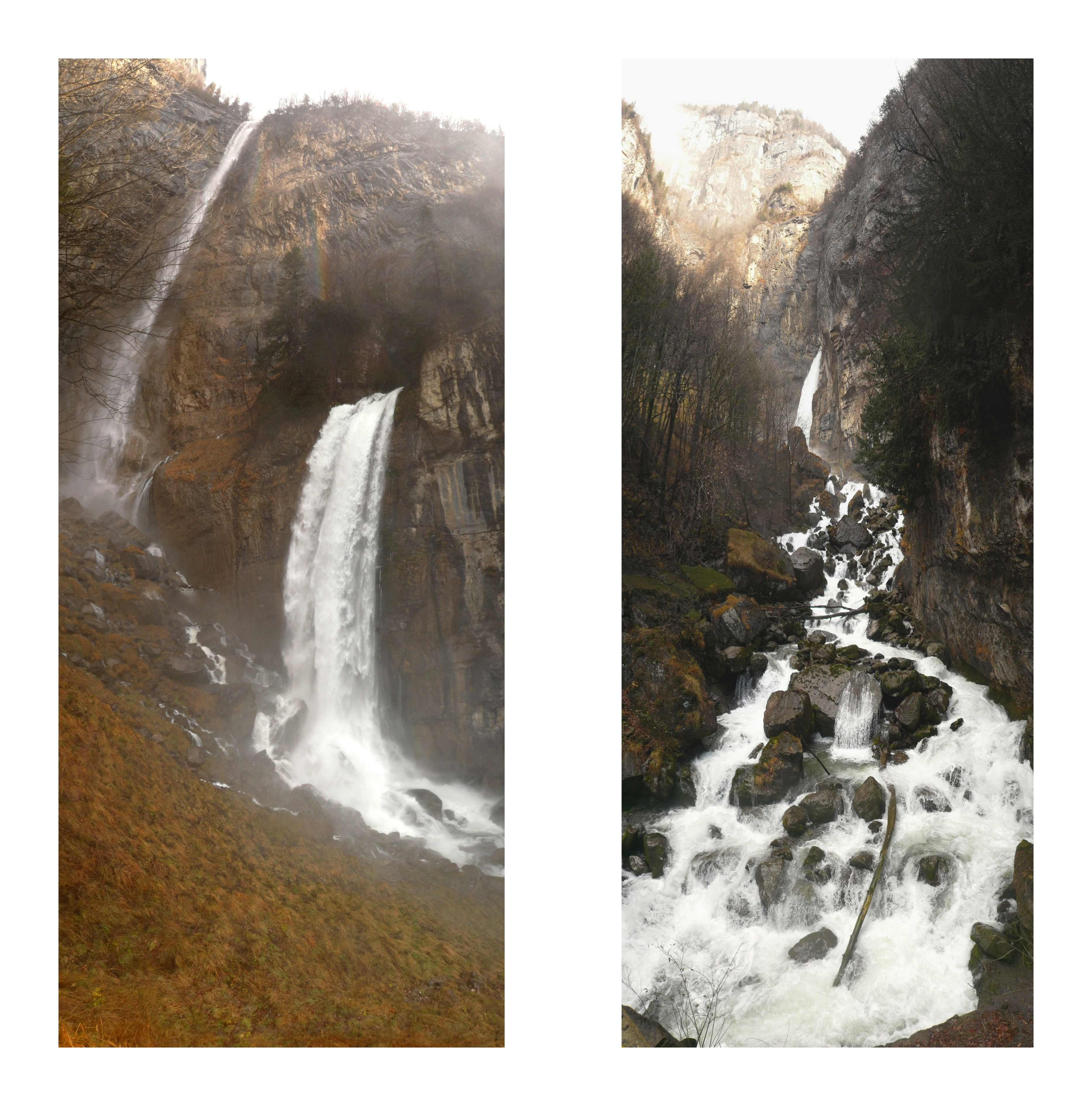
Niveau inférieur à gauche avec source du Rin
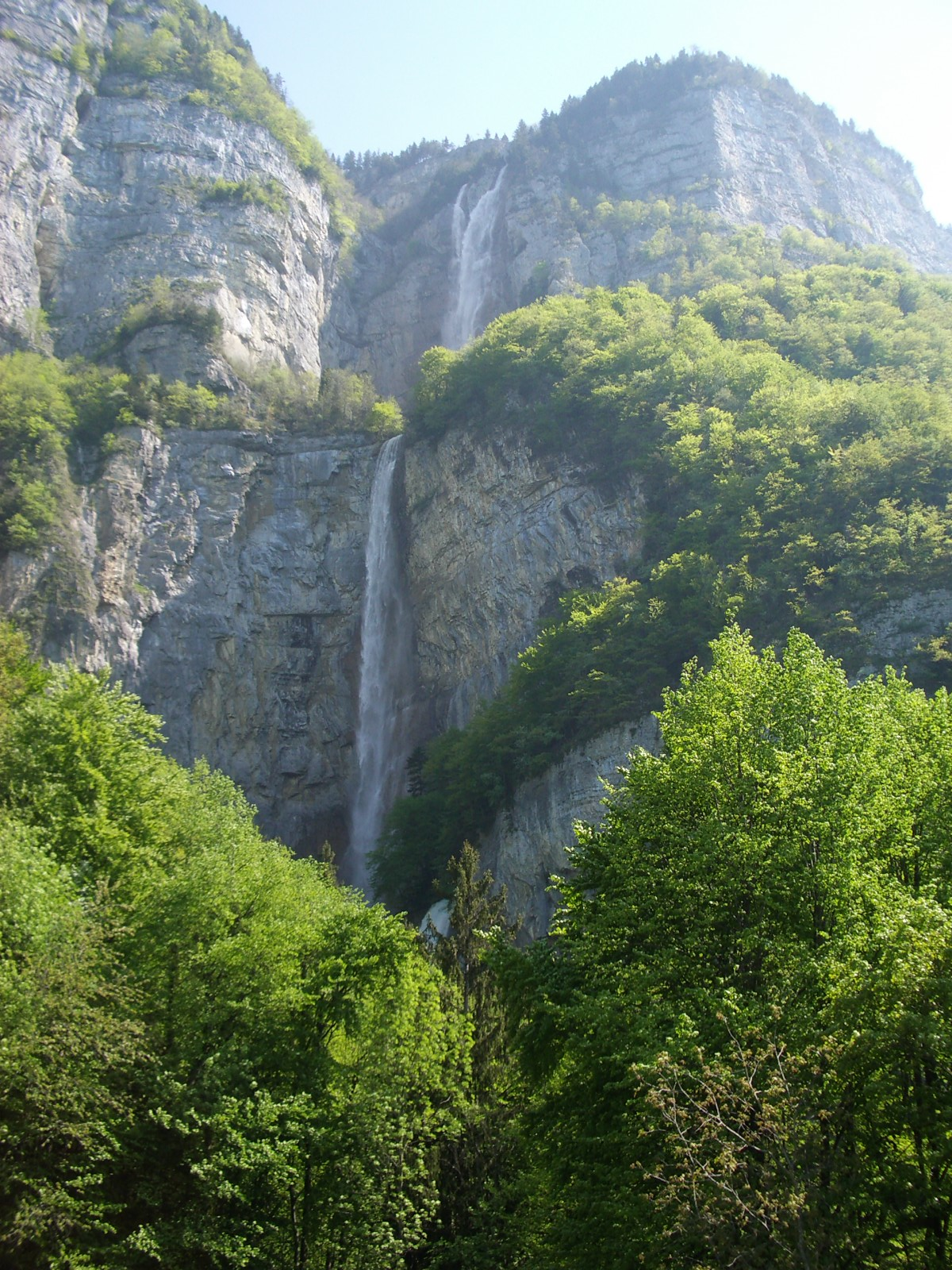
Étapes inférieures avec source du Rin cachée en bas
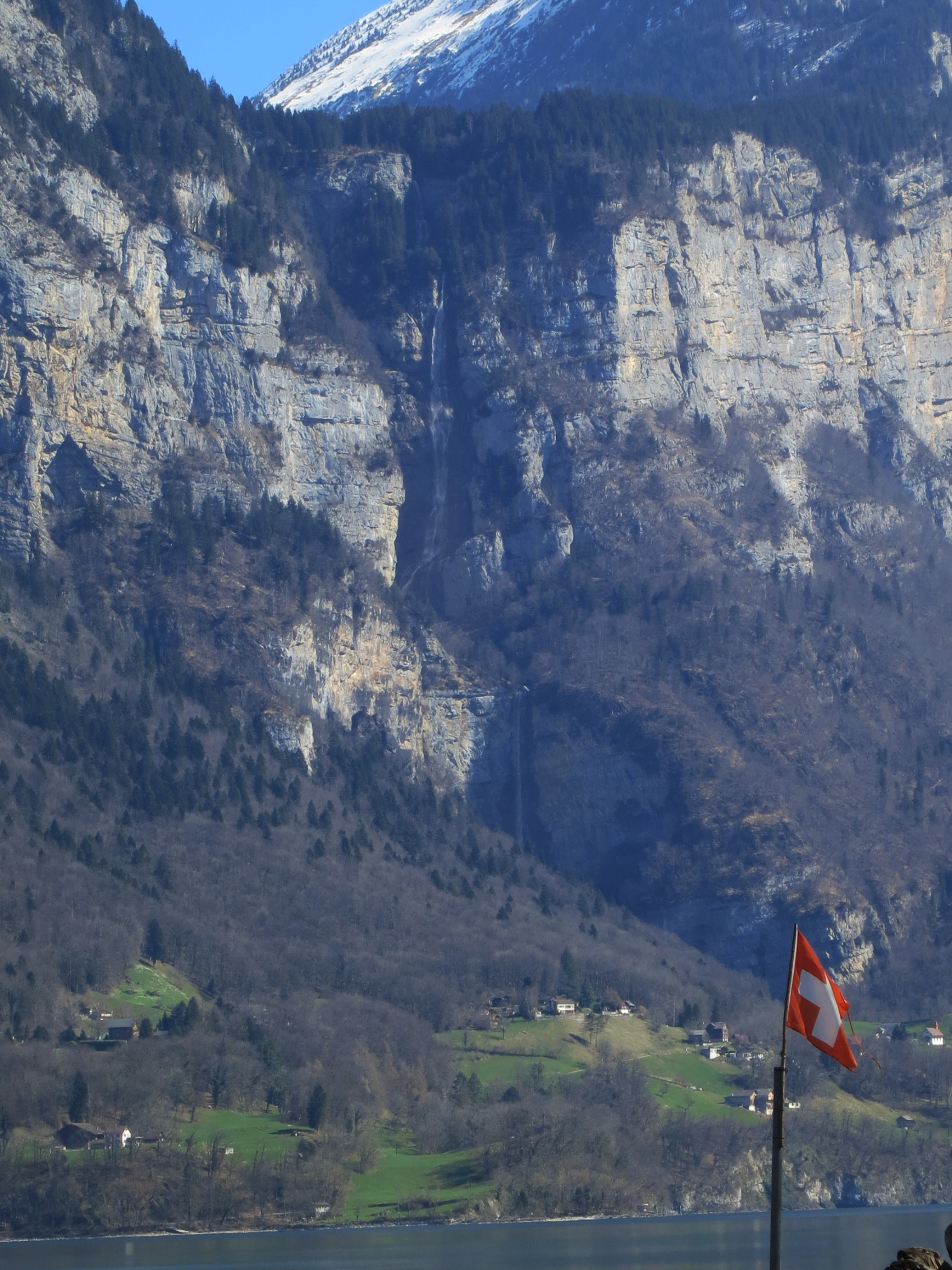
Chutes de Seerenbach depuis Gäsi, Weesen